# Takeshi Watanabe
Takeshi Watanabe (渡辺毅, Watanabe Takeshi) est un footballeur japonais né le 10 septembre 1972 à Fujieda au Japon.